# Saccheggio di Palermo
Il saccheggio di Palermo, anche conosciuto come impresa di Palermo, si svolse nel 1063 nell'area portuale e nelle zone limitrofe dell'omonima città.

## Premessa
Nell'anno 1063, la Repubblica di Pisa, avendo subito numerosi torti da parte dei saraceni, inviò in Sicilia una flotta guidata da Giovanni Orlandi con l'obiettivo di soggiogare o depredare l'emirato islamico.

## Svolgimento
Nell'estate dello stesso anno, l'esercito pisano prese d'assalto Palermo, più precisamente l'area portuale, riuscendo dopo un sanguinoso combattimento a depredare enormi ricchezze; gli storici parlano di sei galee cariche di merci. Non riuscendo a entrare dentro la città, senza incorrere in ingenti perdite, i pisani decisero di continuare le razzie presso la foce del fiume Oreto, dove saccheggiarono numerose ville suburbane. Finito ciò, ripresero la via del mare.

## Conseguenze
Con la decima parte del bottino derivante dall'impresa di Palermo, fu finanziato il Duomo di Pisa ubicato in Piazza dei Miracoli.